# 俞大猷生祠碑记
29°57′32″N 121°43′00″E / 29.958826°N 121.716633°E
俞大猷生祠碑记是中国浙江省宁波市镇海区的一处碑刻，为镇海民众为抗倭名将俞大猷所建生祠中的碑。碑记原于嘉靖三十八年（1559年）由道生所撰，共计4块，立于俞大猷生祠中，后祠毁。1994年，镇海中学扩建田径场时，发现生祠遗址及三块石碑，故将碑迁至梓荫山东南，补上第四块石碑，同时建亭纪念。1996年，俞大猷生祠碑记随其他镇海口海防设施被纳入第四批全国重点文物保护单位镇海口海防遗址。